# بكر موسى
بكر موسى محمد أحمد (1354 هـ / 1935م - 1399 هـ / 1978م)، ولد في قرية موشا مركز أسيوط بصعيد مصر وتوفي فيها بعد عمر لم يجاوز الكهولة. قضى حياته في مصر. حفظ القرآن الكريم ثم حصل تعليمًا دينيًا بالمعاهد الأزهرية الابتدائية 1954م والثانوية 1959م في مدينة أسيوط - ثم قصد القاهرة - فالتحق بكلية اللغة العربية وتخرج فيها 1963، كما أعد للماجستير وحصل عليه 1978. عمل مدرسًا بمدارس التربية والتعليم في أسيوط وظل فيها حتى وفاته 1978. كان عضوًا بجماعة الإخوان المسلمين إبان وجوده في أسيوط ثم عضوًا بجمعية الشبان المسلمين إبان وجوده في القاهرة.

## الإنتاج الشعري
له عدة دواوين مخطوطة منها: رسالات للغد، وعلى شاطئ الإسلام، ومع الأيام.

## الأعمال الأخرى
له مسرحية مخطوطة بعنوان «شباب فلسطين»، وله كتابان مخطوطان هما: «خالد بن الوليد: المثل الأعلى للقيادة الظافرة» و«حرية الإنسان في الإسلام». كتب القصيدة العمودية ملتزمًا بوحدتي الوزن والقافية، طرق فيها عدة موضوعات وطنية وقومية ودينية واجتماعية، ارتبط شعره بالمناسبات واتسم بطول النفس، في شعره نبرة حزن ويأس تعكسها لغته ومعانيه، خياله قريب يجري على الشائع والمألوف. 
له مطولة عن «القدس» أثارها حادث محاولة إحراق المسجد الأقصى، وهي قصيدة تنبئ عن موهبة واستعداد لم تمهله السنوات.
حصل على عدة جوائز من المجلس الأعلى لرعاية الفنون والآداب، كما حصل على جوائز أخرى من جمعية الشبان المسلمين ومن الهيئة المصرية العامة للكتاب.